# Čistec
Čistec (Stachys) je velký rod rostlin z čeledi hluchavkovitých. Zahrnuje více než 300 druhů převážně vytrvalých či jednoletých bylin, které jsou rozšířeny především v mírných a subtropických oblastech obou polokoulí kromě Austrálie a Nového Zélandu. Centrum jejich druhové diverzity je ve Středomoří a v jihozápadní Asii. Z české květeny se udává sedm druhů, z toho jeden (čistec rolní) jako kriticky ohrožený, vyskytující se na jediné lokalitě. Další, například čistec vlnatý, jsou pěstovány a místy zplaňují.
Mnohé druhy čistců mají tradici v lidovém léčitelství, další jsou pěstovány pro okrasu či pro jedlé hlízy. Patří též k významným medonosným rostlinám.

## Popis

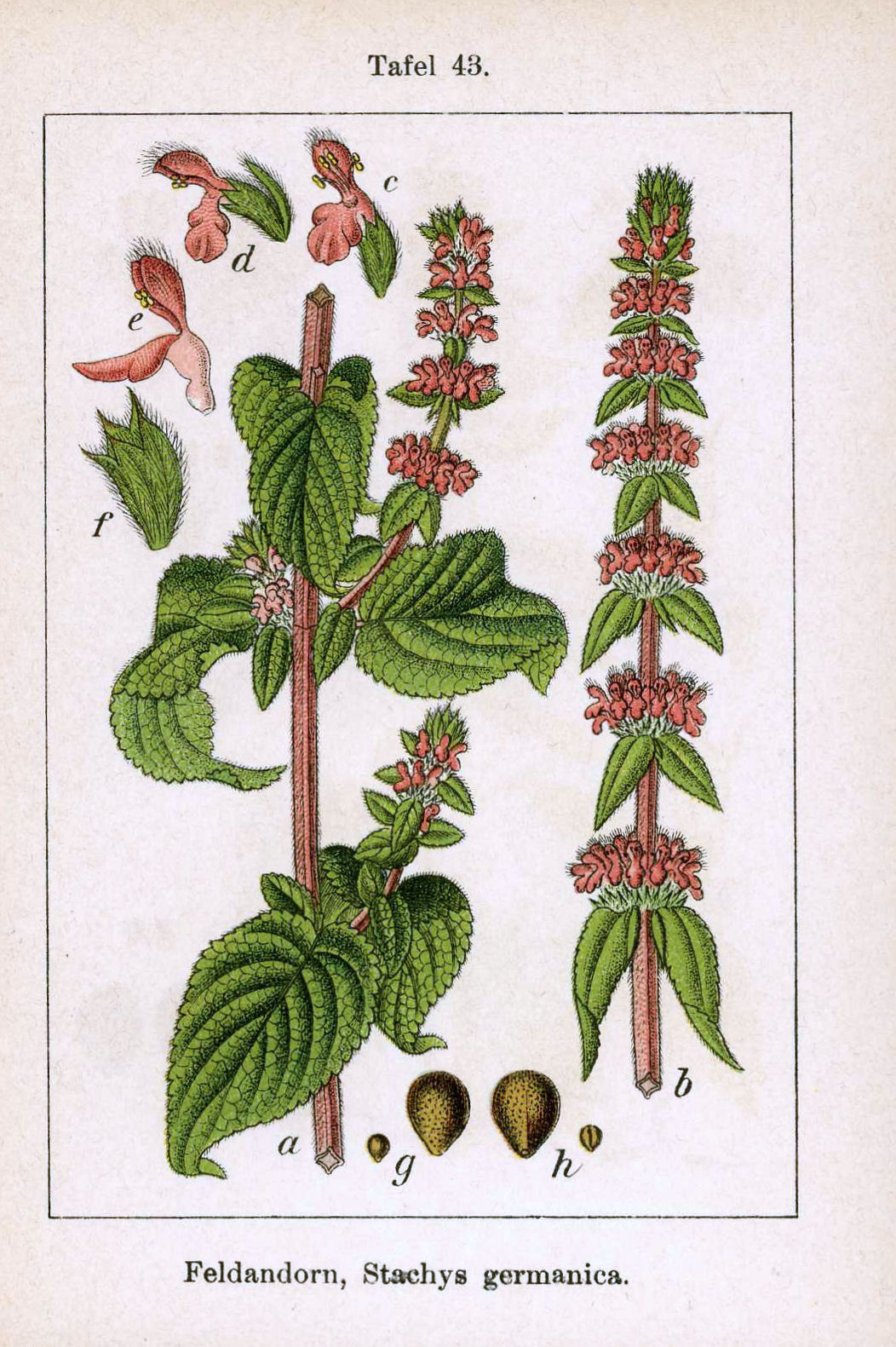
Čistec německý – botanická ilustrace

Jsou to jednoleté nebo vytrvalé byliny, vzácně i polokeře, obvykle s přímými nebo vystoupavými, jednoduchými nebo větvenými lodyhami. Výška rostlin je 50 až 300 centimetrů. Listy jsou řapíkaté nebo přisedlé, jednoduché, 1 až 15 centimetrů dlouhé. U některých druhů jsou vyvinuty podzemní oddenky a oddenkové hlízy.
Květy jsou oboupohlavné, rozlišené na trubkovitý nebo zvonkovitý kalich a dvoupyskatou korunu. Jsou dlouhé 1 až 2 centimetry a seskupené v lichopřeslenech podepřených postupně se zmenšujícími listeny podobného tvaru jako listy; mohou být oddálené nebo tvořit koncový lichoklas . Barva květů je bílá, růžová až purpurová, fialová nebo žlutá. Tyčinky jsou 4, z toho jejich přední pár je obvykle delší než zadní. Při bázi semeníku je diskovité nektárium. Květy jsou opylovány hmyzem, plody jsou tvrdky.

## Rozšíření a ekologie
Rod je rozšířen prakticky kosmopolitně, chybí pouze v Austrálii, na Novém Zélandu, v Amazonské pánvi, v Indii a na tropických ostrovech Indonésie, stejně jako na arktickém severu Severní Ameriky. Největší počet druhů roste ve Středomoří a na Blízkém východě, mezi další centra diverzity náleží jižní Afrika a oblast Chile. Mnoho jich obývá suché stepní a lesostepní trávníky, skalní výchozy, lesní lemy apod., další druhy rostou jako polní plevele.

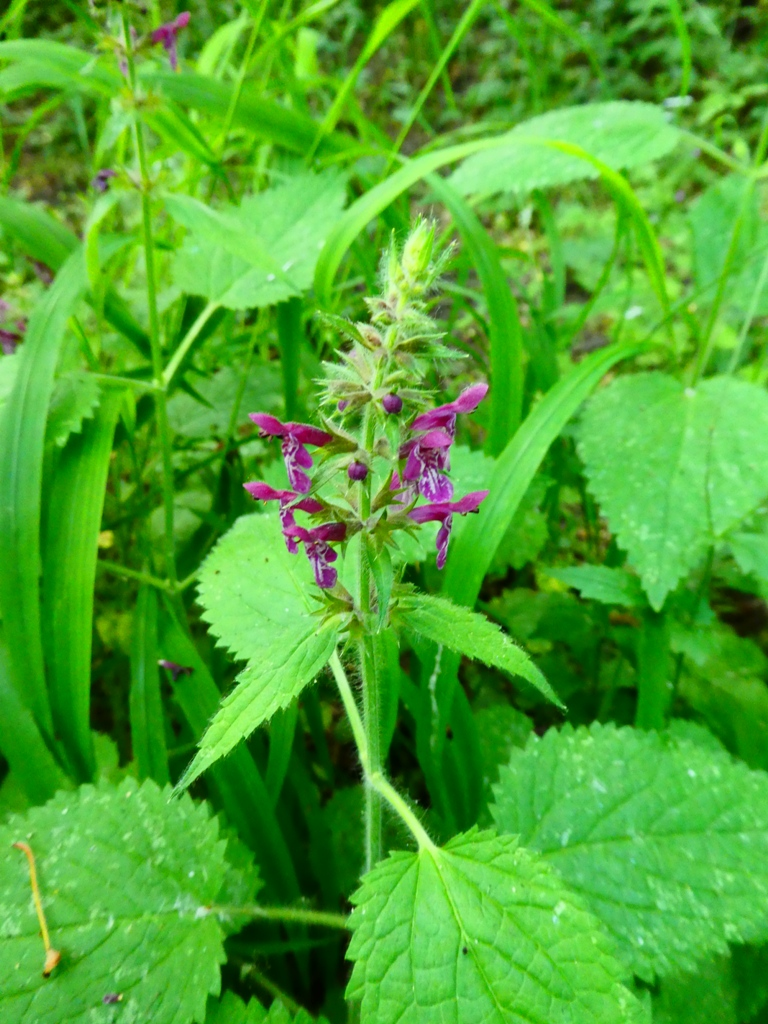
Čistec lesní

V české květeně je jako původních udáváno sedm druhů. Z nich běžný je ve vlhčích a mezických lesních lemech čistec lesní (Stachys sylvatica) a na těžších půdách polních, ruderálních či lemových stanovišť čistec bahenní (Stachys palustris). Čistec přímý (Stachys recta) je teplomilnou rostlinou suchých trávníků, na výhřevných, živinami bohatších stráních a v křovinách roste vzácně čistec německý (Stachys germanica) a ve světlejších lesích a u lesních cest převážně v karpatské části republiky pak čistec alpínský (Stachys alpina). Jednoletým polním plevelem je čistec roční (Stachys annua), rostoucí hlavně na jižní Moravě, a také čistec rolní (Stachys arvensis), považovaný již jednu dobu za vyhynulý a posléze nalezený na jediné lokalitě na Plzeňsku. Dále je  nalézán na různých sušších stanovištích často nalézán též čistec vlnatý (Stachys byzantina), zplaňující z okrasných výsadeb.

## Systematika
V rámci čeledi hluchavkovitých patří rod do podčeledi Lamioideae a tribu Stachydeae, jehož systematika je složitá a dosud ne zcela vyřešená. Někdy bývá do rodu čistec řazen také rod bukvice (Betonica), což však není podporováno molekulárními výzkumy.
Databáze PLants of the World uvádí k roku 2024 celkem 365 akceptovaných druhů (včetně kříženců). Typovým druhem je čistec lesní (Stachys sylvatica).

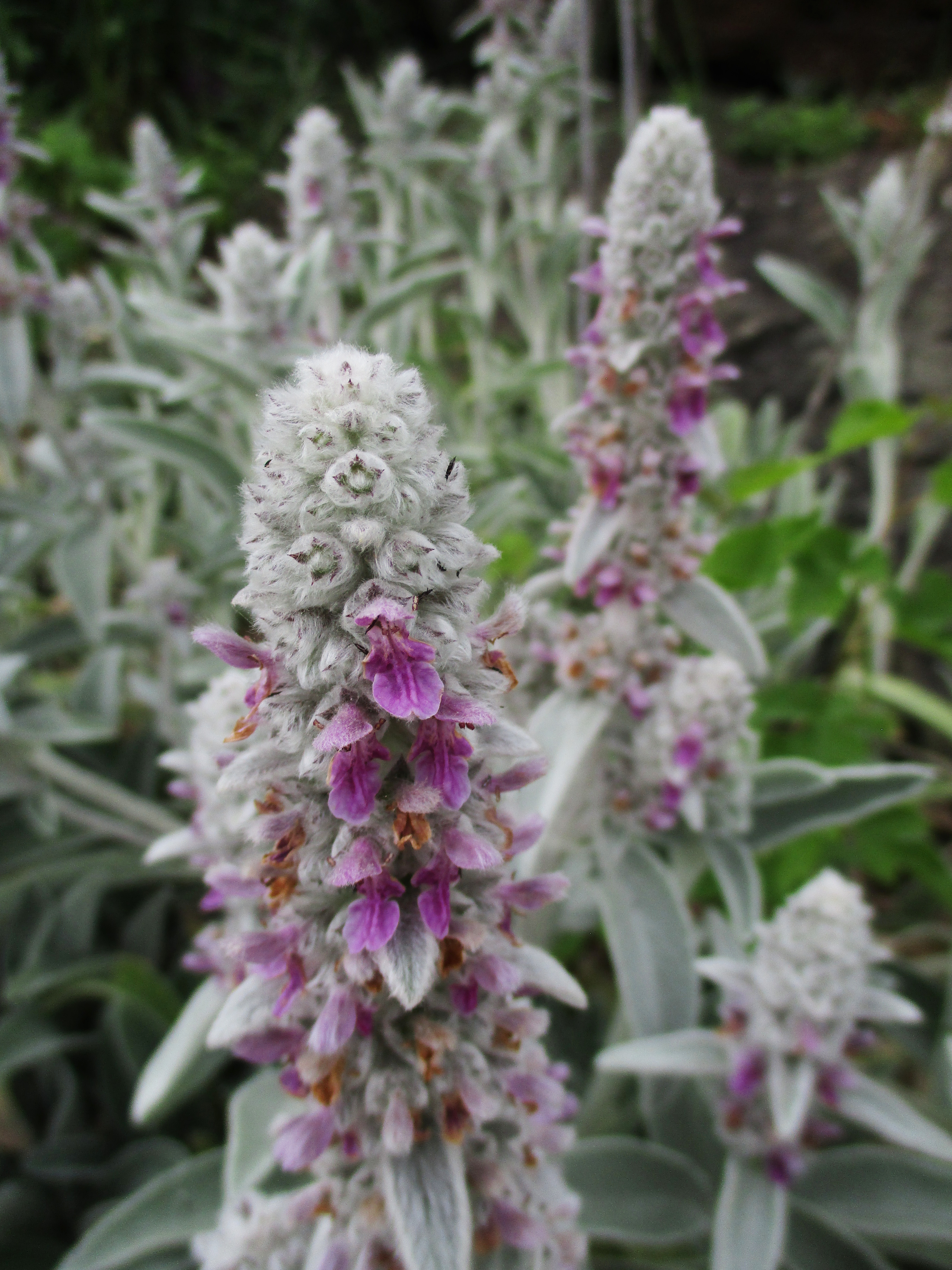
Čistec vlnatý

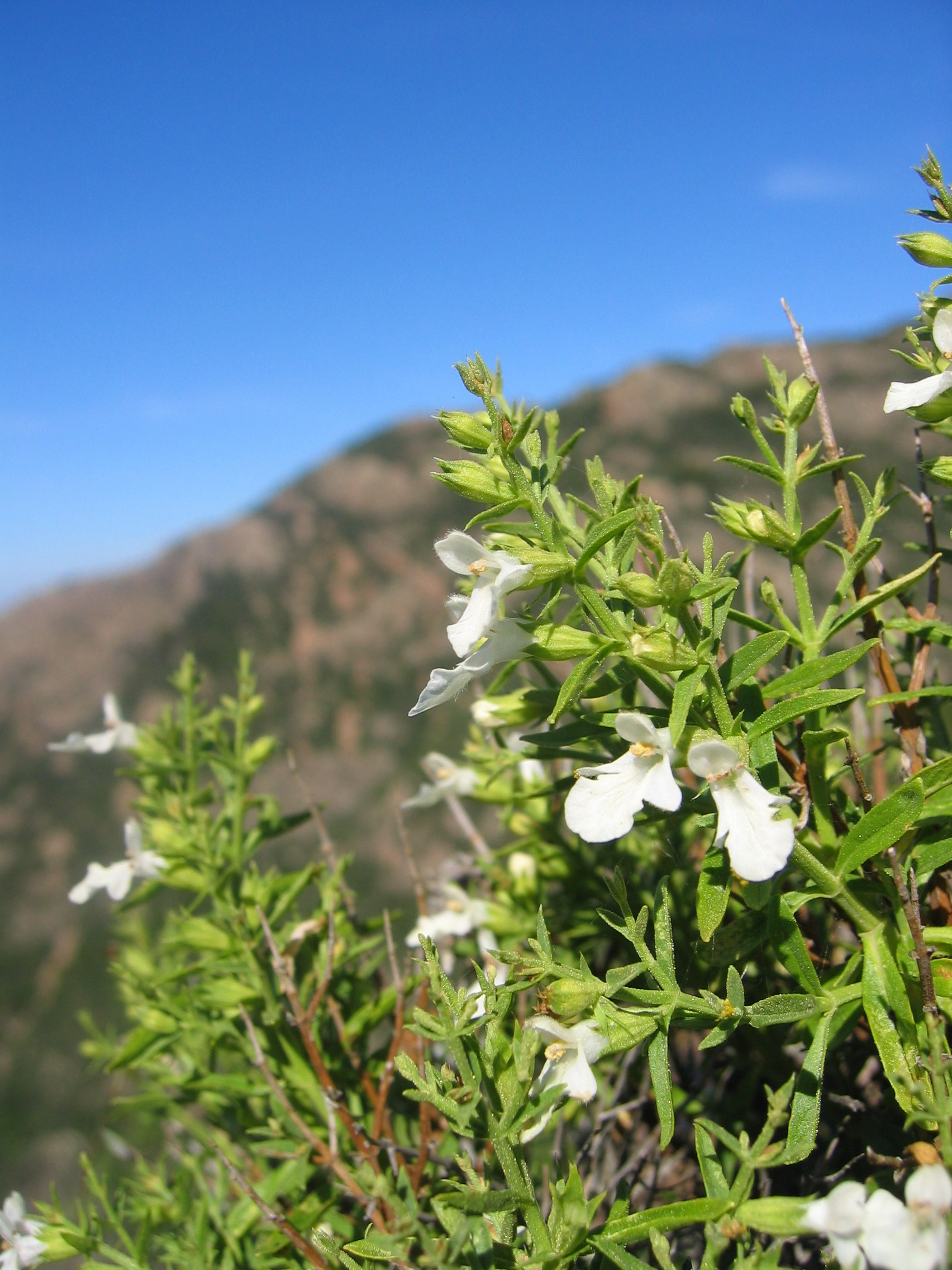
Čistec lepkavý

## Vybraní zástupci
- čistec alpínský (Stachys alpina) – hornatiny Evropy a přední Asie
- čistec bahenní (Stachys palustris) – temperátní Eurasie
- čistec bělostný (Stachys candida) – endemit jižního Řecka (pohoří Taygetos)
- čistec egyptský (Stachys aegyptiaca) – Egypt, Blízký východ
- čistec hlíznatý (Stachys affinis) – původní v Číně, mnohde pěstován
- čistec korsický (Stachys corsica) – endemit Sardinie a Korsiky
- čistec krétský (Stachys cretica) – východní Středomoří
- čistec lepkavý (Stachys glutinosa) – endemit Sardinie, Korsiky a ostrova Capri
- čistec lesní (Stachys sylvatica) – temperátní Eurasie
- čistec levandulolistý (Stachys lavanduliifolia) – Anatolie, Írán
- čistec německý (Stachys germanica) – jižní Evropa, Kavkaz
- čistec přímý (Stachys recta) – většina Eurasie
- čistec roční (Stachys annua) – většina Eurasie
- čistec rolní (Stachys arvensis) – většina Eurasie
- čistec štětinatý (Stachys setifera) – Turecko, Střední Asie
- čistec vlnatý (Stachys lanata) – původní v přední Asii, často se pěstuje a zplaňuje
- čistec východní (Stachys spinulosa) – Balkán, východní Středomoří, Turecko

## Význam
Mnohé druhy čistců mají tradici v lidovém léčitelství pro vysoký obsah terpenoidů, flavonoidů a dalších účinných látek; indikace jejich užívání zahrnuje stres a úzkosti, žaludeční, srdeční a plicní obtíže, nachlazení nebo různé kožní záněty. Mají též antioxidační účinky. Hlízy řady druhů jsou jedlé a jsou sbírány či přímo pěstovány za účelem konzumace (především čistec hlíznatý). 
Jako i ostatní hluchavkovité rostliny patří čistce k významným medonosným rostlinám, které včelám nabízejí veliké množství nektaru a menší či průměrné množství pylu. Výjimečně jsou stáčeny i jednodruhové čistcové medy. Některé druhy jsou pěstovány pro okrasu (např. čistec vlnatý)